# Гребениківський парк
Гребениківський — парк-пам'ятка садово-паркового мистецтва місцевого значення в Україні, об'єкт природно-заповідного фонду Сумської області.
Розташований на північній околиці с. Гребениківка Боромлянської Громади Охтирського району на березі р. Бобрик, притоки р. Сироватка.

## Опис
Площа - 12,6 га, статус надано 20.06.1972. року. Перебуває у користувані ДП ОКАП «Тростянецкий агролісгосп» (кв.3, вид.1).
Статус надано для збереження старовинного парку, де зростає понад 40 видів дерев та чагарників, закладеного в 1860 р. поміщиком Толстим на основі корінного липово-кленово-дубового насадження. У парку трапляються окремі вікові дерева дуба звичайного віком до 300 років, горіхів, сосни звичайної, ялини європейської та модрини віком більше 100 років.